# Montefiascone

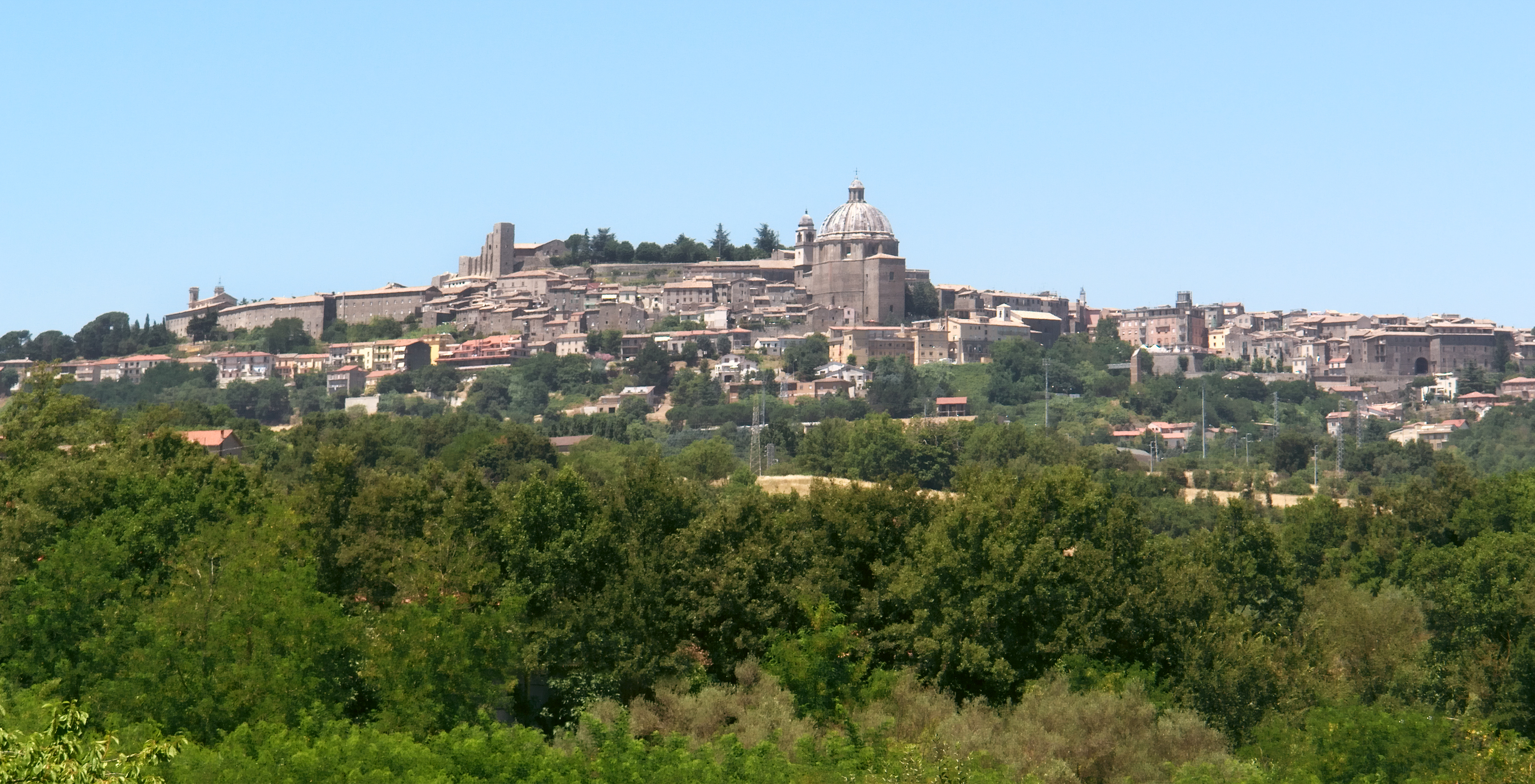
Vista general de Montefiascone, destacando la cúpula octogonal de la catedral de Santa Margherita.

Montefiasconees un municipio de Italia en la provincia de Viterbo. Con 13.300 habitantes, dista de la capital alrededor de 15 km. Produce el vino con DOC Est! Est!! Est!!! di Montefiascone. Se encuentra en una colina al sureste del lago de Bolsena, a 113 km de ferrocarril al noroeste de Roma. 

## Historia
El nombre de la ciudad deriva de los faliscos (Mons Faliscorum, «montaña de los faliscos»). Más tarde, fue controlada por los etruscos. Se ha sugerido que Montefiascone ocupa el lugar de un templo etrusco llamado Fanum Voltumnae, en el que los representantes de las doce principales ciudades de Etruria se encontraban en la época de su independencia. Bajo el Imperio, la fiesta se celebraba cerca de Volsinii.
Los primeros documentos que mencionan Montefiascone son del año 853, cuando pertenecía al obispo de Tuscania. En 1058 y 1074 los papas Esteban IX y Gregorio VII, respectivamente, se detuvieron aquí. En 1093 la fortaleza fue asediada por el emperador Enrique IV. La importancia de la fortaleza se vio confirmada por la visita del emperador Federico Barbarroja en 1185.
En los dos siglos siguientes fue una posesión papal, y entonces vivió su periodo de máximo esplendor. El castillo fue a menudo residencia del papa, y en consecuencia, fue ampliado y embellecido. Durante el papado de Aviñón, fue la principal residencia del legado papal Cardenal Albornoz. En 1463, sin embargo, ya estaba en decadencia, en palabras del papa Pío II. El declive se incrementó después de la plaga de 1657 y el terremoto de 1697.
Se convirtió en parte del nuevo reino de Italia en 1870. Fue dañado por dos bombardeos aliados en mayo de 1944.

## Lugares de interés
- La catedral de Santa Margherita (1519) es una de las primeras estructuras de Michele Sanmicheli.
- Santa Maria della Grazie, también de Sanmicheli.
- Iglesia de San Flaviano (construida en 1032, reparada y ampliada en estilo gótico tardío a finales del siglo XIV) se encuentra a las afueras, yendo por la Vía Cassia hacia Orvieto; se trata de una curiosa iglesia doble de importancia en la historia de la arquitectura; en su interior se descubrieron frescos del siglo XIV en el año 1896. En la cripta se encuentra la tumba de un viajero, que sucumbió por beber en exceso el vino local conocido como Est, est, est. La historia es que su ayuda de cámara, que le precedió, escribió «est» en las puertas de todas las posadas donde se daba buen vino, y aquí la inscripción se repite tres veces.

## Evolución demográfica
| Gráfica de evolución demográfica de Montefiascone entre 1861 y 2001 |
|                                                                     |
| Fuente ISTAT - elaboración gráfica de Wikipedia                     |